# Langues dakota
Pour les articles homonymes, voir Dakota.
Le dakota (ou sioux ou dakotan ou dakota-assiniboine-stoney) est une chaîne dialectale (continuum linguistique)  de la famille des langues siouanes rassemblant les dialectes parlés par l’ensemble des peuplades amérindiennes d’Amérique du Nord qui sont passées à l’histoire avec le nom de Sioux, ainsi que par d’autres groupes (Assiniboines, Stoneys) qui se sont anciennement détachés des premières. Ces parlers s'étendent du Minnesota à l'est jusqu’aux Rocheuses canadiennes, au nord-ouest.

## Évolution des études
Traditionnellement, et d’une façon bien consolidée, la langue dakota originale était subdivisée en trois grands groupes dialectaux : 
- dakota (au sens strict) : parlé par les quatre tribus orientales qui se nommaient Isanyati ou Isanti et qui sont connues avec l’appellation européanisée de Santee ;
- nakota : qu’erronément on supposait parlé par les deux tribus centrales des Yanktons et des Yanktonais, aussi bien que par les Assiniboines qui s’étaient anciennement détachés des Yanktonais ;
- lakota : parlé par la tribu occidentale des Lakotas (Tetons) qui s’étaient déplacés sur les grandes prairies en époque historique.

Alors qu’au cours des années cette répartition avait été parfois critiquée, premièrement par la grande anthropologue d’origine yanktonne, Ella Deloria (en), en 1978, Douglas R. Parks, David S. Rood, et Raymond J. DeMallie entreprirent une enquête linguistique systématique dans les réserves sioux et assiniboines pour en établir la dialectologie précise.
De leurs études, il a résulté que la connaissance du dakota a reposé sur une erreur, souvent répétée depuis le XIXe siècle, que les trois supposées subdivisions de cette langue étaient basées sur une opposition phonologique /-n-/ , /-d-/ et /-l-/ montrée dans l'autonyme présumé des Sioux: dakhota, nakhota et lakhota. Ce qui n’était pas tout à fait correct, ainsi qu’il est témoigné par ces exemples, qui montrent l'inexistence d'une correspondance systématique « n-d-l », :
| français          | ceci | très        | jeune fille           | vomir         | tricher |
| sisseton-santee   | de   | nína        | wičhį́yąda / wičhį́yąna | hdépa         | hnáyą   |
| yankton-yanktonai | de   | nína / dína | wičhį́čana             | kdépa / gdépa | knáyą   |
| lakota            | le   | líla        | wičhį́čala             | glépa         | gnáyą   |
| assiniboine       | ne   | nína        | wičhį́čana             | knépa         | knáyą   |
| stoney            | ne   | nína        | wįyą́n                 | hnéba         | hną     |

Cependant l'enquête susdite montre incontestablement qu'à présent les groupes intéressés s'auto-désignent ainsi (et il n'existe pas d’éléments pour penser qu’auparavant cela ait pu être différent), :
- Dakhóta - les Santees
- Dakȟóta - les Yanktons et les Yanktonais
- Lakȟóta - les Tetons
- Nakhóta ou nakhóna - les Assiniboines
- Nakhóda - les Stoneys

Par conséquent, l’attribution aux Yanktons et aux Yanktonais de l’appellation de Nakotas doit être considérée définitivement dénuée de tout fondement.
Bien que la littérature suivante, surtout celle qui ne vient pas de spécialistes en linguistique, ait montré plus que quelques résistances à partager pleinement les conclusions de Parks et DeMallie, elles ont été entièrement confirmées par l’étude qui a duré plus de vingt ans qui a été achevée « sur le terrain » par Jan Ullrich et qui a porté à la rédaction de son dictionnaire lakota, publié en 2008.
SIL International  classifie la chaîne dialectale dakota comme une branche autonome du sous-groupe « Vallée du Mississippi » des langues siouanes ; selon le SIL, cette branche serait formée par quatre langues, dont l’une, nommée (elle aussi) « dakota » (code ISO 639-3 dak), serait subdivisée, en deux dialectes ultérieurs appelés respectivement santee-sisseton (ou dakota) et yankton-yanktonai (encore aussi désigné, par la force de l’inertie, nakota).
Cependant les enquêtes de Parks/Rood/DeMallie et d’Ullrich établissent d'une manière toute convergente que le continuum linguistique compte cinq dialectes : 
- lakota (ISO 639-3 lkt)
- santee-sisseton (ISO 639-3 dkt)
- yankton-yanktonai (ISO 639-3 dkt)
- assiniboine (ISO 639-3 asb)
- stoney (ISO 639-3 sto)

Le long de la chaîne dialectale, l'écoulement du temps a créé une rupture de la compréhensibilité mutuelle entre les cinq dialectes : selon Ullrich, « le dialecte [language] nakoda des Assiniboines n’est pas intelligible aux gens de langue lakota et dakota à moins qu’ils n’aient été exposés à ce parler dans une mesure fort étendue. La version stoney de la langue nakoda est complètement inintelligible aux gens de langue lakota et dakota. Comme tels, les deux parlers nakodas ne peuvent pas être considérés de dialectes de la langue lakota et dakota ».